# Ильино (Запорожская область)
Ильино (укр. Ільїне, до 2016 г. — Панфиловка) — село,
Панфиловский сельский совет,
Черниговский район,
Запорожская область,
Украина.
Код КОАТУУ — 2325585701. Население по переписи 2001 года составляло 316 человек.
Является административным центром Панфиловского сельского совета, в который, кроме того, входят сёла
Калиновка,
Александровка,
Тарасовка и посёлок
Красное.

## Географическое положение
Село Ильино находится на левом берегу реки Чукрак,
выше по течению примыкает посёлок Красное,
ниже по течению на расстоянии в 2,5 км расположено село Александровка.
Река в этом месте пересыхает.
Рядом проходит автомобильная дорога Р-37.

## История
- 1820 год — дата основания как село Мариенталь.
- В 1945 году переименовано в село Панфиловка[3].
- В 2016 году переименовано в село Ильино.

## Экономика
- «Панфиловский», совхоз. В 2000 году распался.

## Объекты социальной сферы
- Школа.
- Детский сад.
- Клуб.
- Фельдшерско-акушерский пункт.
- Библиотека